# Viola oligoceps
Viola oligoceps C.C.Chang – gatunek roślin z rodziny fiołkowatych (Violaceae). Występuje endemicznie w Chinach – w południowej części prowincji Junnan. 

## Morfologia
PokrójBylina dorastająca do 10 cm wysokości, tworzy kłącza.
LiścieBlaszka liściowa ma kształt od owalnego do owalnie trójkątnego. Mierzy 2–3,5 cm długości oraz 1–25 cm szerokości, jest piłkowana na brzegu, ma sercowatą nasadę i tępy wierzchołek. Ogonek liściowy jest nagi i ma 1,5–6 cm długości. Przylistki są równowąsko szydłowate i osiągają 10 mm długości.
KwiatyPojedyncze, wyrastające z kątów pędów.
OwoceTorebki mierzące 7 mm długości, o niemal kulistym kształcie.

## Biologia i ekologia
Rośnie w lasach, na wysokości około 2600 m n.p.m.